# Isaac Ntiamoah
Isaac Ntiamoah, född 27 oktober 1982, är en friidrottare från Australien. Han deltog vid olympiska sommarspelen 2012.